# امینجیکارای
امینجیکارای (به انگلیسی: Aminjikarai) یک منطقهٔ مسکونی در هند است که در چنای واقع شده‌است.